# Modista

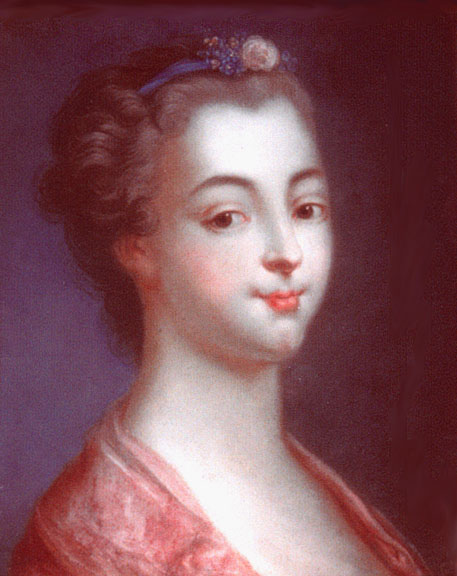
Portrét Rose Bertin, francouzské modistky královny Marie Antoinetty z 18. století

Modista neboli kloboučník, v ženské podobě modistka – kloboučnice, je osoba, která se zabývá zejména výrobou klobouků podle vlastního návrhu, ale také navrhováním a výrobou dalších pokrývek hlavy (baretů, čepic) či rukavic, šatových ozdob, svatebních doplňků apod., případně jejich prodejem a opravami.
V 21. století je už povolání modisty méně časté, ale třeba na počátku 20. století bylo poměrně obvyklé.

## Historie
Povolání modistky/modisty vzniklo ve Francii a své jméno získalo podle Rose Bertin zvané Modisto, jež byla módní návrhářkou královny Marie Antoinetty.
Známou modistkou – kloboučnicí byla například Theresa Němečková, rozená Schnellová, manželka Františka X. Němečka, profesora Univerzity Karlovy a autora prvního životopisu W. A. Mozarta.